# Monte Titano
Monte Titano je nejvyšší hora San Marina, má nadmořskou výšku 756 m. Jedná se o 3 km dlouhý vápencový hřeben izolovaný od hlavního pásma Apenin a je zbytkem velké vrásy. Monte Titano se impozantně zvedá z nížiny ve vzdálenosti 10 km od moře, na jeho západním svahu se nachází hlavní město San Marino.

## Legendy
Podle nejstarší legendy je hora Monte Titano prvním stupněm obrovského schodiště, které postavili Titáni, když bojovali s Diem a neúspěšně se pokoušeli znovu zmocnit Olympu.
Na této vápencové hoře založil Svatý Marinus město San Marino. Podle legendy byl Marino kameník z dalmatského ostrova Arbe, který pracoval na stavbě přístavu v Rimini. Riminská patricijka Felicie mu darovala území kolem Monte Titana za to, že uzdravil jejího syna. Marino se sem uchýlil se svými křesťanskými druhy před pronásledováním za vlády císaře Diokleciána. Postavili zde poustevnu a kostelík sv. Petra. Datum jejich údajného příchodu, 3. září 301, se považuje za založení města. Marino byl prohlášen za svatého a obec, která vznikla kolem poustevny, přijala jeho jméno.

## Tři pevnosti
Hora má tři vrcholy a na každém z nich je jedna ze tří sanmarinských pevností. Tyto pevnosti nebyly nikdy dobyty a Sanmariňané jim vděčí za svoji svobodu. Nejvyšším vrcholem je La Fratta (756 m) na níž stojí pevnost La Cesta ze 13. století, na východ od něj se vypíná La Rocca (751 m) s nejstarší pevností La Guaita z 10. století, západní vrchol tvoří La Montale (738 m) se stejnojmennou pevností ze 14. století.

## Fotografie
|  |  |  |

## Použitá literatura
KOŘÍNEK, Vladimír. Ministáty Evropy. Krnov: Nakladatelství Vladimír Kořínek, 2003. ISBN 80-903184-0-1. Kapitola San Marino, s. 86–95.